# Золотавцево
Золота́вцево (рос. Золотавцево) — присілок у складі Великоустюзького району Вологодської області, Росія. Входить до складу Юдинського сільського поселення.

## Населення
Населення — 383 особи (2010; 354 у 2002).
Національний склад (станом на 2002 рік):
- росіяни — 99 %